# Włodarz (funkcja)
Włodarz (łac. procurator, villicus) – zarządca odpowiedzialny przed właścicielem majątku ziemskiego za jego stan lub w ograniczonym zakresie osoba odpowiedzialna za stan prac w polu.
Włodarz odpowiadał za dobra państwowe panującego zorganizowane w formie dworu książęcego, toteż należał on do grona niższych urzędników książęcych. W niektórych przypadkach był upoważniany do występowania w imieniu panującego w sprawach publicznych (przeważnie skarbowych) w formie namiestnika. W XI i XII wieku włodarze kierowali dworami panującego, następnie także innych panów feudalnych zarządzając ośrodkami włości składających się z kilku wsi. W okresie późniejszym (do XIX) włodarze byli wybierani przez właścicieli dóbr ziemskich z chłopów i odpowiadali za stan prac polowych w folwarkach.